# Syzygoniinae
Syzygoniinae – podrodzina błonkówek z rodziny Pergidae.

## Zasięg występowania
Przedstawiciele tej podrodziny występują w krainie neotropikalnej.

## Systematyka
Do Syzygoniinae zalicza się 39 gatunków zgrupowanych w 4 rodzajach:
- Incalia
- Lagideus
- Paralypia
- Syzygonia